# Dolophones
Dolophones Walckenaer, 1837 è un genere di ragni appartenente alla famiglia Araneidae.

## Etimologia
Il nome deriva dal greco δολοφὸνος, dolofònos, cioè che uccide a tradimento, per la sua capacità di mimetizzarsi sui rami degli alberi rimanendo immobile a lungo.

## Distribuzione
Le 17 specie oggi note di questo genere sono state rinvenute in Oceania (Australia e isola di Lord Howe) e Indonesia (isole Molucche e Nuova Caledonia).

## Tassonomia
Dal 1988 non sono stati esaminati esemplari di questo genere.
A dicembre 2013, si compone di 17 specie:
- Dolophones bituberculata Lamb, 1911 - Queensland
- Dolophones clypeata (C. L. Koch, 1871) - isole Molucche, Australia
- Dolophones conifera (Keyserling, 1886) - Australia
- Dolophones elfordi Dunn & Dunn, 1946 - Victoria (Australia)
- Dolophones intricata Rainbow, 1915 - Australia meridionale
- Dolophones macleayi (Bradley, 1876) - Queensland
- Dolophones mammeata (Keyserling, 1886) - Australia
- Dolophones maxima Hogg, 1900 - Victoria (Australia)
- Dolophones nasalis (Butler, 1876) - Queensland
- Dolophones notacantha (Quoy & Gaimarg, 1824)[2] - Nuovo Galles del Sud
- Dolophones peltata (Keyserling, 1886) - Australia, isola di Lord Howe
- Dolophones pilosa (Keyserling, 1886) - Australia
- Dolophones simpla (Keyserling, 1886) - Nuovo Galles del Sud
- Dolophones testudinea (C. L. Koch, 1871) - Australia, Nuova Caledonia
- Dolophones thomisoides Rainbow, 1915 - Australia meridionale
- Dolophones tuberculata (Keyserling, 1886) - Nuovo Galles del Sud
- Dolophones turrigera (C. L. Koch, 1867) - Queensland, Nuovo Galles del Sud